# Seonamsa
Seonamsa, hoặc Tiên Nham tự là một ngôi chùa Phật giáo nằm ở sườn đông tại cuối phía tây của dãy núi Jogyesan, phía bắc của quận Seungjumyeon, thuộc thành phố Suncheon, tỉnh Jeolla Nam, Hàn Quốc. Nó thuộc Thái Cổ tông, mặc dù Tào Khê tông cũng tuyên bố nó thuộc sở hữu của họ.
Cách khoảng 1 kilômét (0,62 mi) từ lối vào sân chính của đền là hai cây cầu hình dạng vòm cầu vồng, vòm cầu thứ hai được gọi là Seungseon và gần đó là vọng lâu hai tầng được gọi là Gangseon. Đi qua đó là một cái ao nhỏ được gọi là Samindang. Trong ao là một đảo nhỏ với những cây thường xanh tạo ra một khung cảnh rất hấp dẫn.
Đi xa hơn qua cổng Ilju là các tòa nhà khác nhau của đền Seonam. Các tòa nhà chính của đền thờ rất ấn tượng với những cấu trúc gỗ lớn, pha trộn một cách tao nhã với những ngọn núi Jogye xung quanh và hài hòa với thiên nhiên. Một con đường mòn đi bộ ở bên trái của đền dẫn đến Maaeburi, một tác phẩm điêu khắc đá cao 17 mét (56 ft). Seonamsa đẹp suốt cả năm, đặc biệt là vào mùa xuân khi tất cả các bông hoa đang nở rộ, và mùa thu với tất cả các sắc màu thu rực rỡ. Với tổng cộng 19 Quốc bảo của Hàn Quốc lưu giữ trong các sảnh đường và nhà bảo tàng, nhiều hơn bất kỳ một ngôi chùa Phật giáo nào khác ở Hàn Quốc.